# 合成作戰中心
合成作戰中心是中華人民共和國公安机关的一種2010年後新出現單位，配合天网监控計畫而建置，結合互联网監控中心、視頻影像分析實驗室、大數據數據庫等新科技單位為主體，再加上傳統的警察指揮中心、刑事鑑定課功能成為一個綜合指揮性執法單位，通常建立在地級行政區，至2016年大多數地級行政區都已經設立。
2013年，杭州市公安局開始設立合成作戰中心，隔年杭州市命案破案率30年來首次達到100%，詐騙集團破獲率上升65%，可見其有效性。